# Nakajima C6N
Nakajima C6N «Саюн» (яп. 彩雲 Палубний розвідник «Різнокольорова хмара») — серійний палубний літак-розвідник Імперського флоту Японії періоду Другої світової війни.
Кодова назва союзників — «Мирт» (англ. Myrt).

## Історія створення
На початкових етапах війни на Тихому океані для ведення розвідки з авіаносців японці використовували переобладнані серійні палубні бомбардувальники. Попервах такий підхід себе виправдовував, оскільки відмова від спеціалізованих розвідників дозволяла збільшити кількість ударних літаків. Але згодом, коли американці підвищили ефективність своїй дій, у використанні такого підходу виявились серйозні недоліки. Імпровізовані розвідники перестали задовольняти військових як по дальності польоту, так і по швидкості. Тому у 1942 році флот видав фірмі Nacajima технічне завдання 17-Сі на побудову тримісного палубного швидкісного розвідника.
Умови технічного завдання були надзвичайно високими. Літак мав мати швидкість 650 км/г, набирати висоту 6000 м за 8 хв, нормальна дальність польоту мала становити 2 800 км, максимальна — 4 950 км. Посадочна швидкість при цьому обмежувалась 130 км/г.
Щоб виконати умови завдання, конструктори Ясуо Фукуда та Йосізо Ямамото приділили велику увагу зменшенню аеродинамічного опору. Спочатку вони планували використати дві двигуни потужністю 1000 к.с. розміщених в фюзеляжі, які б приводили в дію гвинти на крилах через складну систему зщеплення, оскільки в такому випадку переріз фюзеляжу був б зведений до мінімуму. Але в цей час став доступний двигун Nakajima NK9B Homare 11 потужністю 1820 к.с. досить невеликого діаметра, тому було вибрано більш звичну схему. Щоб літак помістився в габарити літакопідйомників на авіаносцях, кіль літака був нахилений вперед.
Незважаючи на відносно невеликий переріз, вибраний ламінарний профіль дозволив розмістити в крилі 4 протектованих та 2 непротектованих паливних баки загальною ємністю 1360 л. Щоб при великому навантаженні на крило знизити посадочну швидкість до 130 км/г, були використані комбіновані закрилки Фаулера та щілинні закрилки та передкрилки. Екіпаж розміщувався у спільній кабіні, під подовженим ліхтарем. У нижній частині фюзеляжу та по бортах були зроблені вікна для спостереження встановлення фотообладнання. Оборонне озброєння складалось з одного 7,92-мм кулемета «Тип 1», розташованого в задній частині кабіни.
Перший прототип оснащений чотирилопасним гвинтом був завершений в травні 1943 року (на місяць пізніше запланованої дати), а вже 15 числа відбувся перший політ. Літак показав непогані льотні характеристики, мав хорошу керованість, але двигун виявився ненадійним та втрачав потужність на великих висотах. Тому літак зміг розвинути швидкість тільки 638 км/г. Хоча C6N перевищував за своїми показниками розвідувальний варіант D4Y-C, літак був відправлений на допрацювання. Всього з березня 1943 року по квітень 1944 року було збудовано 19 прототипів та передсерійних машин. Деякі з них оснащувались новим двигуном Nakajima NK9B Homare 21 з трилопасним гвинтом, а також з зміненим радіатором. У квітні 1944 літак все ж був прийнятий на озброєння під назвою Палубний розвідник «Саюн» Модель 11 (або C6N1).

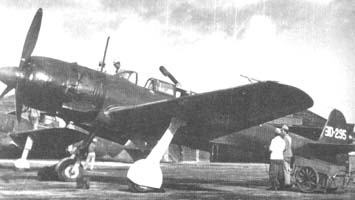
Нічний винищувач C6N1-S

Зважаючи на високі характеристики літака, було вирішено використовувати його для вирішення й інших задач. Так з'явилась модифікація C6N1-B Модель 21 — бомбардувальник-торпедоносець, здатний нести замість підвісного паливного бака 800-кг торпеду, яка розміщувалась під фюзеляжем ближче до правого боку, або ж до 800 кг бомб. Планувалось також встановлення синхронних кулеметів. Але у зв'язку із загибеллю майже всіх японських авіаносців потреба у такому літаку відпала.
Замість торпедоносців стали випускатись нічні винищувачі C6N1-S, призначені для оборони метрополії від нальотів американських бомбардувальників B-29. Нічний винищувач мав екіпаж з 2 чоловік та був озброєний двома 20-мм гарматами, розташованими у фюзеляжі під кутом до горизонту. Завдяки скороченню екіпажу та зняттю частини обладнання вдалось зберегти високі льотні характеристики літака. C6N1-S став найшвидшим японським нічним винищувачем, але ефективність його використання обмежувалась відсутністю пошукового радара, який був встановлений тільки на декількох літаках.
Також був випущений дослідний взірець висотного винищувача C6N2, оснащений двигуном Nakajima NK9B Homare 24 з турбокомпресором. Проте проблеми з надійністю турбокомпресора не дозволили запустити літак у серійне виробництво.
Проекти C6N3 KAI 1 (нічний винищувач з двигуном Nakajima NK9B Homare 24), C6N4 KAI 2 (під двигун Mitsubishi MK9A), C6N5 KAI 3 та C6N5 KAI 4 (суцільнодерев'яний) залишились нереалізованими.
Всього було збудовано 463 літаки всіх модифікацій.

## Тактико-технічні характеристики (C6N1)

### Технічні характеристики
- Екіпаж: 3 чоловік
- Довжина: 11,00 м
- Висота: 3,96 м
- Розмах крил: 12,50 м
- Площа крил: 25,50 м²
- Маса порожнього: 2 968 кг
- Маса спорядженого: 4 500 кг
- Максимальна злітна маса: 5 260 кг
- Навантаження на крило: 176.5 кг/м²
- Двигун: 1 х Nakajima NK9B Homare
- Потужність: 1 990 к. с.
- Питома потужність: 2.3 кг/к.с.

### Льотні характеристики
- Крейсерська швидкість: 390 км/г
- Максимальна швидкість: 610 км/г
- Практична дальність: 3 080 км
- Максимальна дальність: 5 300 км
- Практична стеля: 10 470 м
- Швидкість пійому: на 6000 м — 8 хв. 9 с.

### Озброєння
- Кулеметне:
  - 1× 7,92 мм кулемет «Тип 1»

## Модифікації
- C6N1 — розвідник
- C6N1-B — бомбардувальник-торпедоносець
- C6N1-S- нічний винищувач
- C6N2 — прототип висотного винищувача з двигуном Nakajima NK9B Homare 24 (1 екз.)

## Історія використання

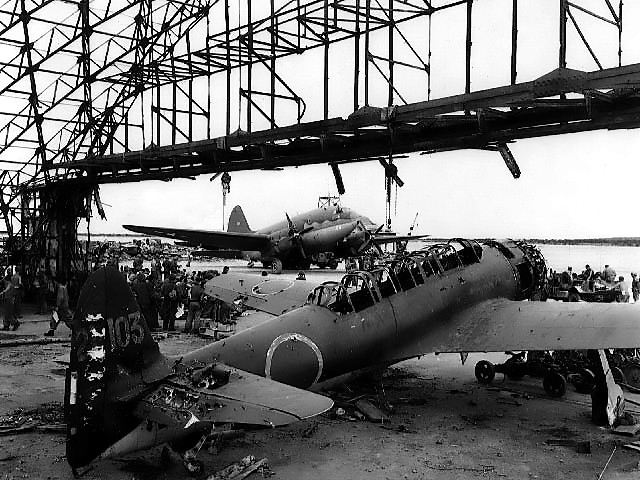
Пошкоджений C6N1 121 авіазагону на Маріанських островах. 30 липня 1944 року. На задньому фоні Curtiss C-46.

Розвідник Nakajima C6N виявився одним з найкращих літаків у своєму класі. Вперше розвідники C6N взяли участь у бойових діях під час битви у Філіппінському морі. Завдяки великій дальності польоту, яка з підвісним 730-літровим баком становила 5600 км, та високій швидкості, порівнянній зі швидкістю американського винищувача F6F, розвідник C6N міг успішно вести ефективне спостереження за кораблями союзників, успішно уникаючи перехоплення та з'являючись в таких місцях, де очікувати на появу японських літаків було просто нереально. Розвідувальні служби союзників спочатку ідентифікували C6N як розвідувальний варіант B6N, але згодом присвоїли йому кодову назву «Мирт» (англ. Myrt).
Nakajima C6N став останнім літаком, збитим у Другій світовій війні. 15 серпня, о 5.40, за 5 хв до кінця війни, капітан-лейтенант Рейді перехопив C6N1.

## Оператори
Японська імперія
- Авіація імперського флоту Японії
  - 121-ий авіазагін
  - 132-ий авіазагін
  - 343-ий авіазагін
  - 601-ий авіазагін
  - 653-ий авіазагін
  - 762-ий авіазагін